# Piège de feu (film, 2004)
Pour plus de détails, voir Fiche technique et Distribution.
Piège de feu ou Échelle 49 en Belgique et au Québec (Ladder 49) est un film américain réalisé par Jay Russell, sorti en 2004.

## Synopsis
Au cours d'un sauvetage, Jack Morrison (Joaquin Phoenix), pompier expérimenté, fait une chute de plusieurs mètres et se retrouve seul, au 12e étage d'un entrepôt vétuste qui menace à tout moment de s'effondrer.
Piégé par le feu, Jack ne peut compter que sur son ami et mentor, le chef Mike Kennedy (John Travolta) pour le secourir. À bout de force, Jack se remémore ses dix ans de carrière.

## Fiche Technique
- Titre original : Ladder 49
- Titre français : Piège de feu
- Titre québécois : Échelle 49 (également nommé en Belgique)
- Réalisation : Jay Russell
- Scénario : Lewis Colick (en)
- Production : Casey Silver
- Société de production : Touchstone Pictures, Beacon Pictures et Casey Silver Productions
- Société de distribution : Buena Vista Distribution
- Musique : William Ross et Robbie Robertson
- Costumes : Renee Ehrlick Kalfus
- Éditeur DVD : TF1 Distribution
- Pays de production : États-Unis
- Langues originales : anglais
- Genre : dramatique
- Durée : 115 minutes
- Budget : 60 millions $
- Dates de sortie : 
  - États-Unis : 1er octobre 2004
  - France : 16 mars 2005

## Distribution
- John Travolta (VF :  Antoine Tomé ; VQ : Jean-Luc Montminy) : Capitaine Mike Kennedy, chef pompier
- Joaquin Phoenix (VF : Boris Rehlinger ; VQ : Daniel Picard) : Jack Morrison
- Jacinda Barrett (VF : Marie Donnio ; VQ : Catherine Proulx-Lemay) : Linda Morrison
- Robert Patrick (VF : Pascal Montségur ; VQ : Sébastien Dhavernas) : Lenny Richter
- Morris Chestnut (VF : Marc Grosy ; VQ : François L'Écuyer) : Tommy Drake
- Balthazar Getty (VF : François Raison ; VQ : Patrice Dubois) : Ray Gauquin
- Kevin Chapman (VF : Bruno Henry ; VQ : Bernard Fortin) : Frank McKinny
- Kevin Daniels (VF : Enrique Carballido ; VQ : Tristan Harvey) : Don Miller
- Jay Hernandez (VQ : Martin Watier) : Keith Perez
- Billy Burke (VF : Emmanuel Gradi ; VQ : Gilbert Lachance) : Dennis Gauquin
- Tim Guinee (VF : Pascal Nawojski ; VQ : Antoine Durand) : Capitaine Tony Corrigan
- Steve Maye : Pete Lamb
- Robert Lewis : Ed Reilly
- Spencer Berglund (VQ : Léo Caron) : Nicky Morrison
- Brooke Hamlin (VQ : Rosemarie Houde) : Katie Morrison
- Marja Allen (VQ : Pascale Montreuil) : Margarita
- Sam Stockdale : lui-même
- Paul Novak Jr. : Dispatcher

## Accueil

### Critiques
Sur le site Rotten Tomatoes, le film a obtenu un taux d'approbation de 41 %, basé sur 164 critiques, et d'une note moyenne de 5,35⁄10. Le consensus critique du site se lit comme suit: "Au lieu d'humaniser les pompiers, le film les idolâtre et les transforme ainsi en personnages de carton". Sur Metacritic, le film a un score moyen pondéré de 47⁄100, basé sur 32 critiques, indiquant des critiques mitigées ou moyennes. Les spectateurs interrogés par CinemaScore ont attribué au film une note moyenne de "A-" sur une échelle de A + à F.

### Box-office
| Pays ou région | Box-office     | Date d'arrêt du box-office | Nombre de semaines |
| -------------- | -------------- | -------------------------- | ------------------ |
| États-Unis,    | 74 541 707 $   | 24 février 2005            | 21                 |
| France         | 79 061 entrées | -                          | -                  |
| Total mondial  | 102 332 848 $  | -                          | -                  |

## Autour du film
Pour ce film, les acteurs ont reçu une formation de sapeur-pompier. Il faut savoir que la plupart des feux ont été éteints par les acteurs eux-mêmes.
99 % des incendies sont réels. Il a fallu trouver une ville déjà très peu montrée à l'écran et où des vieux entrepôts sont rassemblés.